# Kaunispe
Kaunispe (Duits: Kaunispäh) is een plaats in de Estlandse gemeente Saaremaa, provincie Saaremaa. De plaats heeft de status van dorp (Estisch: küla).
Tot in oktober 2017 lag Kaunispe in de gemeente Torgu. In die maand ging Torgu op in de fusiegemeente Saaremaa.

## Bevolking
Het dorp had 22 inwoners op 31 december 2011 en 20 inwoners op 31 december 2021.

## Ligging
Kaunispe ligt aan de westkust van het schiereiland Sõrve, onderdeel van het eiland Saaremaa. De plaats heeft een haven. Bij Kaunispe ligt een zwerfsteen, die de naam Kaunispe kuradikivi (‘duivelssteen’) heeft gekregen.

## Geschiedenis
Kaunispe werd in 1572 voor het eerst genoemd als landgoed onder de Duitse naam Kaunispäh. Naast het landgoed bestond er ook een dorp Kaunispe. Het landgoed was achtereenvolgens in handen van de Baltisch-Duitse families von Ungern, von der Osten-Sacken, von Kräfting, von Nolcken en von Sengbusch. In 1919 werd het door het onafhankelijk geworden Estland onteigend. Het landhuis, gebouwd in de tweede helft van de 19e eeuw, is verloren gegaan.
Tussen 1977 en 1997 maakten de buurdorpen Lõupõllu en Lindmetsa deel uit van Kaunispe.